# Балтийский район (Калининград)
Балти́йский райо́н — упразднённый в 2009 году административный район в городе Калининграде.
Балтийский район был образован 25 июля 1947 года. В соответствии с решением окружного Совета депутатов города Калининграда от 29 июня 2009 года № 141 проведена реорганизация: Балтийский и Московский районы были объединены в единый Московский район.
Площадь района была 34 км², население по оценке на 1 января 2010 года составляло 66357 человек. В состав района входил один из крупнейших посёлков города — пос. Прибрежный, занимающий 2 км² территории вдоль Калининградского залива с населением более 6 тыс. человек. Здесь работают 7 промышленных предприятий.

## Расположение
Балтийский район располагался в юго-западной части Калининграда (бывшие исторические районы Кёнигсберга Понарт, Шпандинен, часть Хаберберга), и граничил в северной части с Октябрьским и Ленинградским районами города по руслу реки Преголя, с востока и юго-востока — с Московским (по осям Ленинского проспекта, улиц Киевская и У.Громовой), с юга и юго-запада — с муниципальным образованием Гурьевский район (по окружной дороге).

## Администрация района
Деятельностью администрации района руководил глава администрации. В случае отсутствия главы администрации — его полномочия осуществлял один из заместителей. Главой администрации до ликвидации района являлся Булкин Анатолий Владимирович.
Администрация района подчинялась городской администрации. Размещена была по адресу: ул. Павлика Морозова, д. 8. Затем в это помещение было переведено городское Бюро приватизации.